# ドネツク共和国 (政党)
ドネツク共和国（どねつくきょうわこく、 ロシア語: Донецкая республика）は、ウクライナのドネツィク州で主に活動する親露派分離主義勢力が展開するウクライナからの分離主義活動及び、政党である。この政党はウクライナ東部、南部合わせて6つの地域を含んだ「ドネツク連邦共和国」の樹立を目標としていた。2007年にウクライナ政府によって活動が禁止されたが、2014年には武装蜂起を経て、ドネツク人民共和国（以下、DPR）の樹立を宣言し、活動を再開した。2014年のDPRドンバス総選挙に出馬し、68.53%の得票率と68議席を獲得して勝利、DPRの与党となった。しかしこの選挙は合法的でなく、ミンスク合意に反するものとして批判を浴びた。

## 歴史

### ウクライナ紛争（2014年-）まで
ドネツク共和国は、2004年末から2005年初めにかけて、ヴィクトル・ユシチェンコが大統領の座につき、政権を握ったことに対する反発として設立された。そして2005年12月6日、アレクサンドル・ツルカン、アンドレイ・プルギン、オレグ・フロロフも携わり、ドネツク共和国が正式に設立された。この組織の目的は、ウクライナ東部がウクライナ政府とは別の特別な地位を得ることであり、ヴィクトル・ユシチェンコのオレンジ革命と戦う意思を示した。このときからドネツク共和国はドネツク州に「ドネツク連邦共和国の樹立」を求めて活動を続けることになる。そして「ドネツク連邦共和国」はドネツク共和国が2006年に発表した地図によると、ハルキウ州、ルハーンシク州、ドネツィク州、ドニプロペトロフスク州、ザポリツィア州、ヘルソン州の6つの州から構成されていると主張した。
ドネツク共和国は2014年の紛争までは多くの支持を集めることはなく、地方に留まっており、 定期的に行われる集会は平均して約30-50人が参加していた。2006年11月17日から22日にかけてはドネツィク州の中心的都市ドネツクで大規模な活動を開始、ドネツク連邦共和国の樹立に関する署名活動を行った。この活動は当時の大統領ヴィクトル・ヤヌコーヴィチに不信感を与えた。2007年初頭には、ドネツク連邦共和国について議論する活動をウクライナ東部の様々な都市で行った。
しかし2007年11月12日、ドネツク地方行政裁判所の判決により、ドネツク共和国の活動はウクライナ国内で禁止され、その指導者に対しての裁判が開始された。組織の関係者は地下などに逃れ、活動を継続した。2008年にはロシアで生まれたSNSであるフコンタクテに「ドネツク共和国」というグループが作られ、支持者達のコミュニティとなった。このコミュニティは、ドネツク州の若者をターゲットに過激なプロパガンダ発信が行われるようになった。
2009年2月9日、ドネツク共和国の活動家たちは、ドンバスとケルソンは「主権を持ち、独立したロシア連邦の国家」であるという宣言を発表した。同年10月、ドネツク共和国の指導者アレクサンドル・ツルカンは、ユシチェンコ大統領がロシアとの戦争、ロシア人の大量虐殺を企んでいると主張し、非難した。12月11日、ウクライナ保安局は捜査の結果、ドネツク共和国のリーダー3人に2年〜5年の刑を言い渡した。

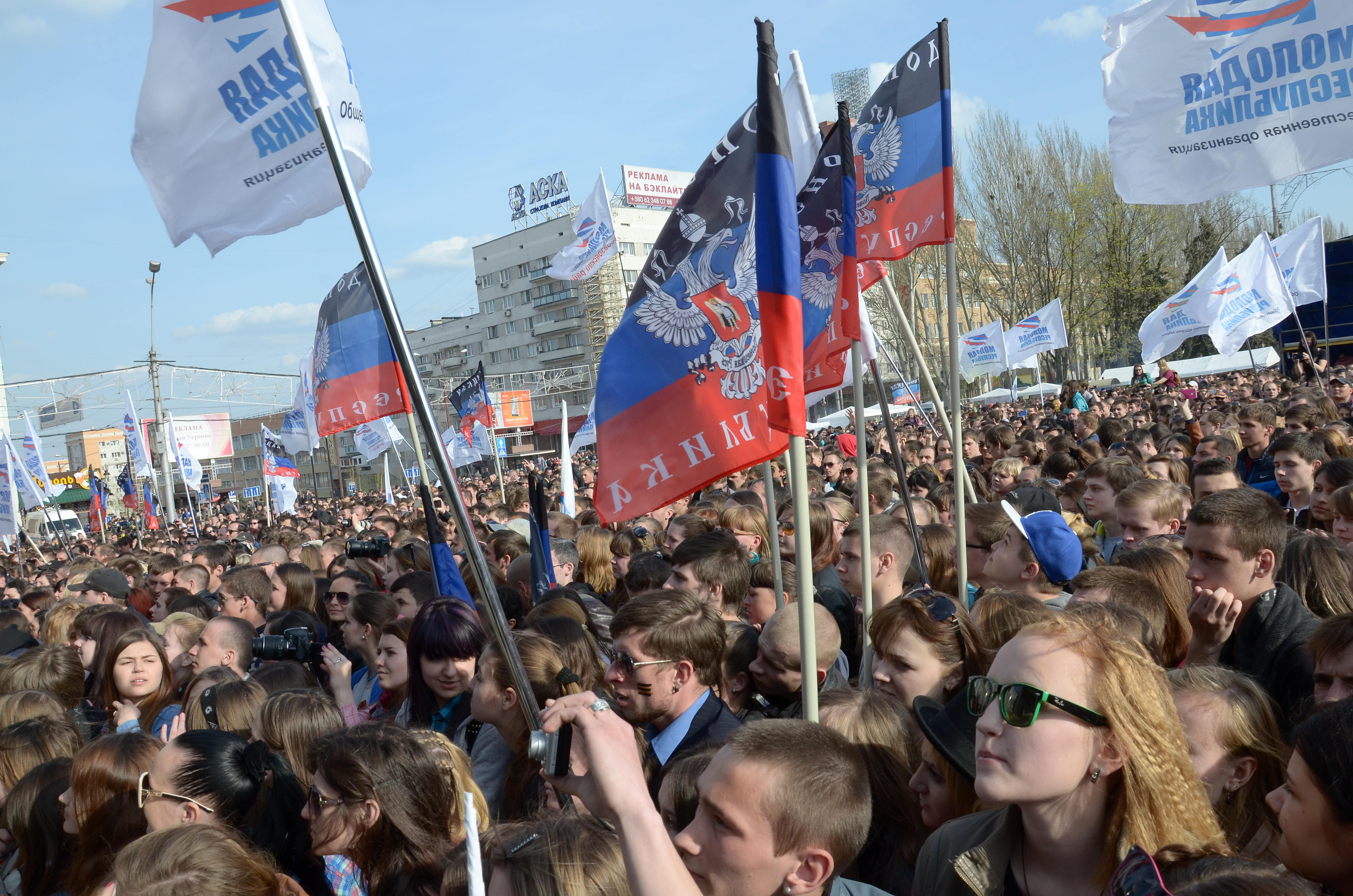
ドネツクにてデモ活動を行う市民。

### ウクライナ紛争（2014年-）勃発
2014年3月1日、ドネツクでの親露派集会の際、ドネツク共和国の代表とその武装勢力が、自称「ドンバス人民知事」のパブロ・フバレフとともににアンドレイ・シシャツキーの辞任を要求し、武装勢力がデモ隊と共にドネツク市の州庁舎に突入した。突入した武装勢力とデモ隊は、ドネツク州のウクライナからの分離独立を問う住民投票の実施を要求し、州庁舎に掲げられていたウクライナ国旗を捨て、ロシア国旗を掲揚した。
そして同年4月7日、ドネツク共和国はドネツク人民共和国を樹立し、ドネツィク州一帯を占領、ウクライナの主権が及ばなくなったことにより、活動を再開した。ウクライナ政府はDPRをテロ組織とみなし、敵対している。この際ドネツク共和国のリーダーであるアンドレイ・プルギンはウクライナ保安局によって逮捕されたが、3日後には釈放された。

DPR人民評議会の議席の様子。青がドネツク共和国、黄が自由ドンバス。

そしてドネツク共和国は同年に行われたドンバス総選挙で68.53%の得票率と68議席を獲得して勝利した。この時、多くの宣伝活動、演説を行ったのがアレクサンドル・ザハルチェンコである。